# Sabine Schmitz
Sabine Schmitz (Adenau, 14 mei 1969 – Trier, 16 maart 2021) was een Duitse autocoureur en presentatrice.

## Biografie
Als dochter van een hotelfamilie uit Nürburg groeide Schmitz op aan de Nürburgring. Vóór de entree in de motorsportwereld leerde zij het beroep van hotelvakvrouw en sommeliere. In deze tijd reed zij al rondjes op de Nürburgring met haar moeders auto. Vanwege de verzamelde ervaring begon ze races te winnen op de Nürburgring in onder andere de Castrol HAUGG Cup en was in 1996 de eerste vrouw, die met de 24-uurs race van de Nürburgring het belangrijke racen over lange afstand won. Opnieuw in het team met Johannes Scheid herhaalden ze deze overwinning 1997, in het voorjaar met een BMW M3. Ze bezat sinds 2004 eveneens een vliegbrevet voor helikopters.

### Nürburgring
Volgens eigen schattingen heeft ze in haar leven meer dan 20.000 rondes op de Nürburgring gereden. Dit grote aantal rondes kwam ook door haar werk in de ringtaxi, die ze vele jaren over de Nürburgring stuurde. De klanten kunnen een ronde boeken in de BMW M5 als passagier. Andere bestuurders van de ringtaxi zijn Claudia Hürtgen en Hans-Joachim Stuck.
Door haar ervaring op de Nürburgring mocht zij in 2015 tijdens het WTCC-weekend op het circuit instappen bij het team Münnich Motorsport.

### Top Gear
In 2004 werd ze internationaal bekend door het BBC-programma Top Gear. Hierin wist Jeremy Clarkson in een Jaguar S-Type Diesel de Nürburgring te rijden in een tijd van 9:59 minuten. Jeremy was razend trots op zijn tijd. Sabine beweerde deze tijd in een bestelbusje te kunnen neerzetten. Zelf reed ze een rondetijd van 9:12 met de Jaguar. Een seizoen later reed ze in een Ford Transit Turbo Diesel de ronde in een tijd van 10:08.49 minuten, daarbij mannen in snelle sportwagens en op motoren achter zich latend. Met ingang van de start van het 23e seizoen in 2016 werd ze co-presentatrice van Top Gear.

### D-Motor
Sinds september 2006 presenteerde ze samen met Tim Schrick en Carsten van Ryssen het autoprogramma D-Motor op de televisiezender DMAX.

### Overlijden
In 2017 werd bij Schmitz een zeldzame vorm van kanker geconstateerd. Op 16 maart 2021 overleed Schmitz in een ziekenhuis in Trier als gevolg daarvan op 51-jarige leeftijd.

## Raceresultaten
- 24 Hours Nürburgring: Overall winnaar in 1996 en 1997 (BMW), derde in 2008 (Porsche)